# Zand (film)
Zand is een Nederlandse korte film uit 2008 geregisseerd door Joost van Ginkel.

## Plot
Luuk is gescheiden van zijn vrouw Karin. Zijn dochter Isabel woont bij haar moeder en ziet haar vader alleen op de dagen dat hij haar in zijn zand vervoerende vrachtwagen naar het strand brengt. Als hij er op een dag achter komt waarom zijn dochter zo stil is gaat hij door het lint.